# Arthonia epimela
Arthonia epimela är en lavart som först beskrevs av Norman och Almq., och fick sitt nu gällande namn av Ivan Mackenzie Lamb. Arthonia epimela ingår i släktet Arthonia, och familjen Arthoniaceae. Arten är reproducerande i Sverige.